# Grand Prix Meksyku 1969
Grand Prix Meksyku 1969 (oryg. Gran Premio de Mexico) – ostatnia runda Mistrzostw Świata Formuły 1 w sezonie 1969, która odbyła się 19 października 1969, po raz siódmy na torze Autódromo Hermanos Rodríguez.
Ósme Grand Prix Meksyku, siódme zaliczane do Mistrzostw Świata Formuły 1.

## Wyścig
| Poz | Nr                | Kierowca             | konstruktor  | Okrążenie | Czas/Powód n.u                | Poz. start. | Punkty |
| --- | ----------------- | -------------------- | ------------ | --------- | ----------------------------- | ----------- | ------ |
| 1   | 5                 | Denny Hulme          | McLaren-Ford | 65        | 1:54:08,800                   | 4           | 9      |
| 2   | 7                 | Jacky Ickx           | Brabham-Ford | 65        | + 0:02,560                    | 2           | 6      |
| 3   | 8                 | Jack Brabham         | Brabham-Ford | 65        | + 0:08,480                    | 1           | 4      |
| 4   | 3                 | Jackie Stewart       | Matra-Ford   | 65        | + 0:47,040                    | 3           | 3      |
| 5   | 4                 | Jean-Pierre Beltoise | Matra-Ford   | 65        | + 1:38,520                    | 8           | 2      |
| 6   | 15                | Jackie Oliver        | BRM          | 63        | + 2 okr.                      | 12          | 1      |
| 7   | 12                | Pedro Rodríguez      | Ferrari      | 63        | + 2 okr.                      | 15          |        |
| 8   | 16                | Johnny Servoz-Gavin  | Matra-Ford   | 63        | + 2 okr.                      | 14          |        |
| 9   | 21                | Pete Lovely          | Lotus-Ford   | 62        | + 3 okr.                      | 16          |        |
| 10  | 18                | Piers Courage        | Brabham-Ford | 61        | + 4 okr.                      | 9           |        |
| 11  | 19                | Silvio Moser         | Brabham-Ford | 60        | + 5 okr./brak paliwa          | 13          |        |
|     | Niesklasyfikowani |                      |              |           |                               |             |        |
| NU  | 14                | John Surtees         | BRM          | 53        | skrzynia biegów               | 10          |        |
| NU  | 2                 | Jochen Rindt         | Lotus-Ford   | 21        | zawiesazenie                  | 6           |        |
| NU  | 22                | George Eaton         | BRM          | 6         | skrzynia biegów               | 17          |        |
| NU  | 10                | Jo Siffert           | Lotus-Ford   | 4         | kolizja z Couragem            | 5           |        |
| NU  | 9                 | John Miles           | Lotus-Ford   | 3         | pompa paliwowa                | 11          |        |
|     | dyskwalifikacja   |                      |              |           |                               |             |        |
| DYS | 6                 | Bruce McLaren        | McLaren-Ford | 0         | wtrysk paliwa/nie wystartował | 7           |        |